# Lloret de Mar
Lloret de Mar est une commune de la comarque de Selva dans la province de Gérone en Catalogne (Espagne). Elle est fréquentée pour ses plages et permet de voir le château et le monument de « La Dona Marina ».

## Géographie

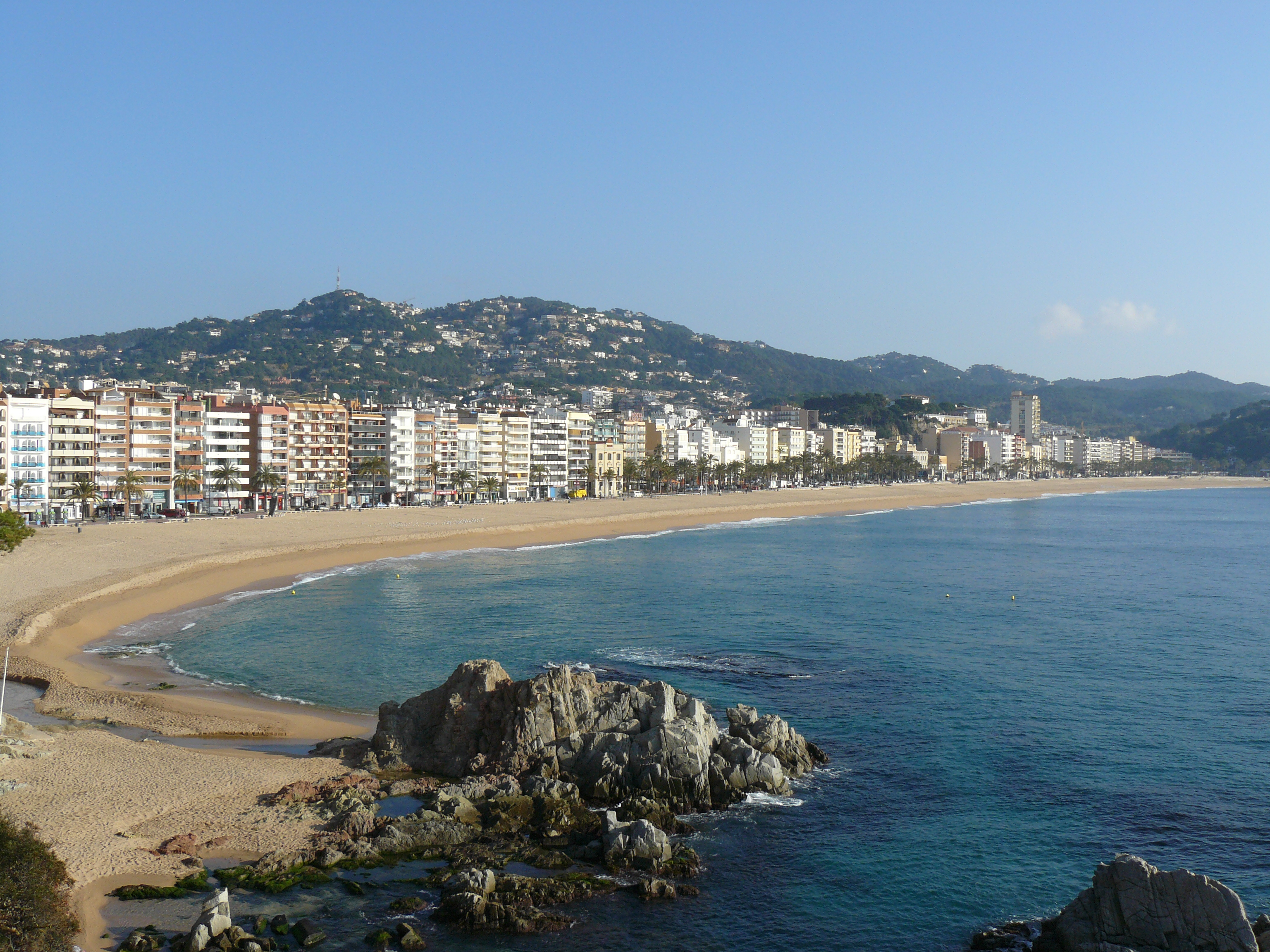
La plage

Lloret de Mar se trouve dans la partie la plus méridionale de la Costa Brava en Catalogne entre Tossa de Mar et Blanes.
Lloret compte 37 734 habitants (2008) sur 48,7 km².
On y parle  le catalan et l'espagnol.
La ville est à 83 km de Barcelone et à 41 km de Gérone. On peut s'y rendre par les autoroutes AP-7 (jonction 9) et la C-32 (sortie Blanes). Les aéroports de Barcelone et Girone sont respectivement à 93 et 32 km.

### Climat
Lloret de Mar jouit d’un climat méditerranéen littoral caractérisé par des températures qui sont toujours beaucoup plus douces en raison de l’effet modérateur de la mer. Il ne faut toutefois pas perdre de vue que la Méditerranée est une mer chaude toute l’année et que l’effet adoucissant de ses températures est plus marqué en hiver qu’en été. La sécheresse estivale de ce climat dure généralement trois mois, tandis que les précipitations maximales sont concentrées en automne. 
| Mois                              | jan. | fév. | mars | avril | mai  | juin | jui. | août | sep. | oct. | nov. | déc. | année |
| --------------------------------- | ---- | ---- | ---- | ----- | ---- | ---- | ---- | ---- | ---- | ---- | ---- | ---- | ----- |
| Température minimale moyenne (°C) | 4,5  | 4,6  | 6,6  | 7,5   | 11,9 | 15,4 | 17   | 18,2 | 15,4 | 12,2 | 6,8  | 4,6  | 10,2  |
| Température maximale moyenne (°C) | 14,8 | 16,9 | 20,1 | 19,9  | 24,1 | 27,9 | 29,8 | 30,8 | 27,5 | 23   | 17,4 | 15,4 | 22,1  |
| Précipitations (mm)               | 56,2 | 13,6 | 16,9 | 42,2  | 34,2 | 32,9 | 28,4 | 23,8 | 62,2 | 33,2 | 68,5 | 55,2 | 467,3 |

## Histoire
Le nom de Lloret viendrait du latin « Lauretum », « forêt de lauriers ».
Au Moyen Âge, les habitants délaissent la ville fortifiée pour faire du commerce en Méditerranée. Les échanges avec l'Italie, par exemple, se retrouvent dans les noms propres, le langage, le comportement et les traditions religieuses. Par exemple, la majorité des saints loués à l'église de Santa Cristina sont d'origine italienne.
L'un des premiers personnages de Lloret est l'évêque de Girone, Bernat Humbert, qui durant les croisades n'hésite pas à aller sur les lieux saints.

## Nature

### Plages et criques

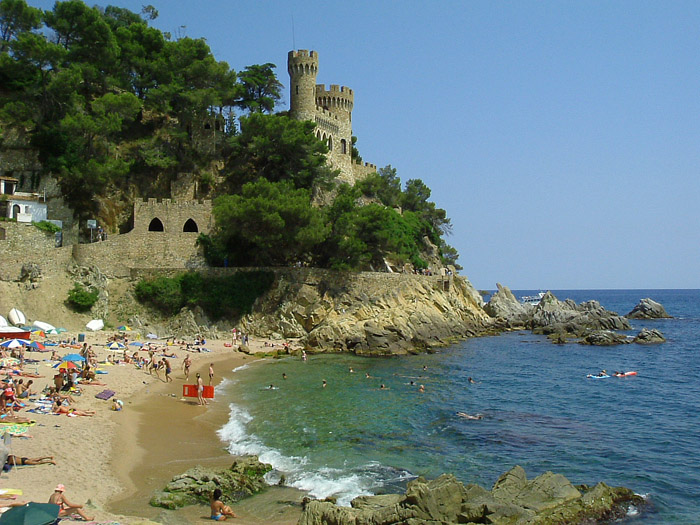
Sa Caleta

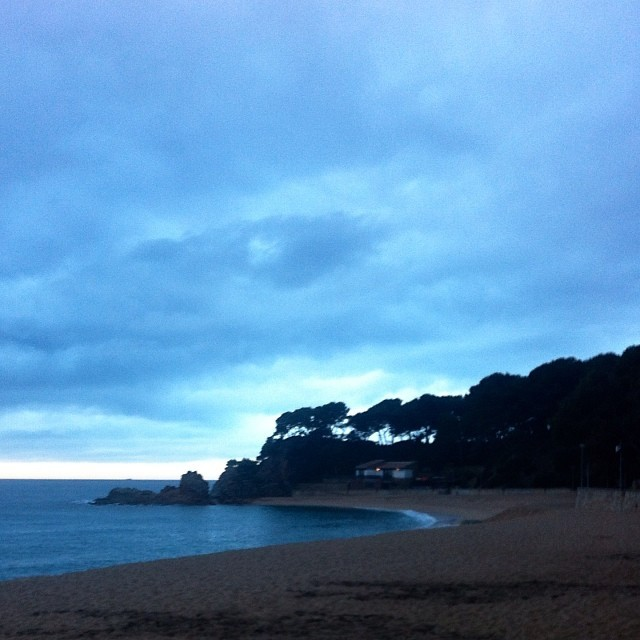
Plage de Fenals

Lloret de Mar a obtenu quatre drapeaux bleus pour les plages de Lloret, Fenals, Sa Boadella et Santa Kristina
- Plage de Lloret: La Plage de Lloret se trouve dans la municipalité de Lloret de Mar (région de La Selva), sur la Costa Brava Sud. Il s’agit d’une plage de gros sable blanc de 1 630 mètres de long caractérisée par une pente de 10 %. Située dans le centre-ville, on peut y accéder par la route nationale GI-682 (Blanes-Lloret), par l’autoroute C-32 (sortie Malgrat-Blanes-Lloret) et par l’autoroute AP-7 (sortie Lloret C-63). Bien que la plage forme une unité, la toponymie héritée des pêcheurs locaux la divise en trois secteurs : Es Trajo de Vilavall (côté Fenals), Es Trajo d’en Reiner (au centre) et Es Trajo de Venècia (côté Sa Caleta)[2]. La plage jouit du label de qualité Drapeau bleu[3].

- Plage de Fenals: La Plage de Fenals se trouve dans la municipalité de Lloret de Mar (région de La Selva), sur la Costa Brava Sud, entre la plage de Sa Boadella et la plage de Lloret. Il s’agit d’une plage de gros sable blanc de 700 mètres de long caractérisée par une pente de 10 %. Située dans une zone semi-aménagée de Lloret de Mar, on peut y accéder par la nationale GI-682 (Blanes-Lloret) ou en autobus interurbain. Une bande de la plage (côte Sa Boadella) est caractérisée par une pinède qui commence au Racó d’en Sureda. L’autre côté de la plage, sous forme de baie ouverte et d’eaux profondes, héberge une butte (le point le plus élevé de Lloret) sur laquelle se trouvent les vestiges du Château de Sant Joan[4]. La plage jouit du label de qualité Drapeau bleu[5].

- Plage de Santa Cristina: La Plage de Santa Cristina se trouve dans la municipalité de Lloret de Mar (région de La Selva), sur la Costa Brava Sud. Il s’agit d’une plage de gros sable blanc de 450 mètres de long caractérisée par une pente de 10 %. Elle est délimitée par la Punta de Llevant et par les rochers d’Es Canó. Ces derniers forment un petit golfe qui sert de refuge lorsque souffle l’autan ou le suroît. Cet espace, appelé « Es Racó de Garbí », commence à la courbe qui forme la plage de Santa Cristina et se termine au Racó de Llevant, sous des rochers parsemés de pins. Si vous remontez le chemin qui mène à la plage, vous arriverez à la Chapelle de Santa Cristina[4]. La plage jouit du label de qualité Drapeau bleu[6].

- Plage de Canyelles: La Plage de Canyelles se trouve dans la municipalité de Lloret de Mar (région de La Selva), sur la Costa Brava Sud. Il s’agit d’une plage de gros sable blanc de 450 mètres de long caractérisée par une pente de 5 %. On peut y accéder par la nationale GI-682 (Blanes-Lloret-Tossa), par l’autoroute C-32 (sortie Malgrat-Blanes-Lloret), par l’autoroute AP-7 (sortie 9 Lloret) et par la C-63 (départementale de Vidreres). Service de bus interurbain disponible aux mois de juillet et août. La plage de Canyelles se trouve en dehors du centre-ville de Lloret de Mar, dans le lotissement du même nom. Sur la droite, elle héberge un petit port de plaisance géré par le Club Nàutic Cala Canyelles[7]. La plage est divisée par des rochers appelés « Ses Roques des Mig ». La partie qui s’étend de ces rochers à la zone gauche de la plage s’appelle « Sa Somera »[4].

- Plage de Treumal: La Plage de Treumal est une petite plage située entre les limites des municipalités de Lloret de Mar et de Blanes (région de La Selva), sur la Costa Brava Sud. Il s’agit d’une plage de sable fin de 400 mètres de long caractérisée par une pente de 10 %. On peut y accéder par la nationale GI-682 (Blanes-Lloret-Tossa), par l’autoroute C-32 (sortie Malgrat-Blanes-Lloret), par l’autoroute AP-7 (sortie 9 Lloret) et par la C-63 (départementale de Vidreres). Le parking le plus proche est celui de la Plage de Santa Cristina. Prolongement de la plage de Santa Cristina, cette plage est entourée d’un bois de pin très dense. Les deux plages sont séparées par des rochers appelés « La Punta des Canó »[8].

- Sa Caleta: située à côté de la plage de Lloret, elle s’étend sous un château aux vues magnifiques.

- Cala Banys: Crique rocheuse particulièrement recommandée pour la pêche ou la plongée avec masque et tuba. On peut y accéder à pied depuis la plage de Lloret ou en voiture via le château de Sant Joan.

- Cala Boadella: La crique de Sa Boadella est une petite plage située dans la municipalité de Lloret de Mar (région de La Selva), sur la Costa Brava Sud, entre les plages de Santa Cristina et de Fenals. Il s’agit d’une plage de gros sable de 250 mètres de long caractérisée par une pente de 10 %. Située en dehors du centre-ville de Lloret de Mar, on peut y accéder par la nationale GI-682 (Blanes-Lloret). L’accès à la crique en véhicule motorisé est interdit (parking à 200 mètres). La plage est entourée de falaises et d’un bois de pins très dense. Le sommet des falaises de la zone gauche de la plage héberge les Jardins de Santa Clotilde, d’où l’on peut apprécier des vues magnifiques sur la côte. Sous les falaises des Jardins, entre l’île d’Es Bot et la Punta d’En Sureda, se trouve une zone d’îlots idéale pour la pratique de la plongée. La crique est divisée en deux par Sa Roca des Mig, un rocher qui sépare la zone de sable en deux plages : Sa Cova et Sa Boadella. Aujourd’hui, la dénomination de « Sa Cova » (côté plage de Santa Cristina) a pratiquement disparu, de sorte que l’ensemble de la plage est connu sous le nom de « Sa Boadella »[4]. La plage jouit du label de qualité Drapeau bleu[9]. Il y a quelques dizaines d’années, un petit coin de la zone nord de la plage était réservé aux nudistes. À l’heure actuelle, le nudisme est devenu une pratique habituelle sur toute la plage totalement acceptée par les autres usagers.

### Jardins

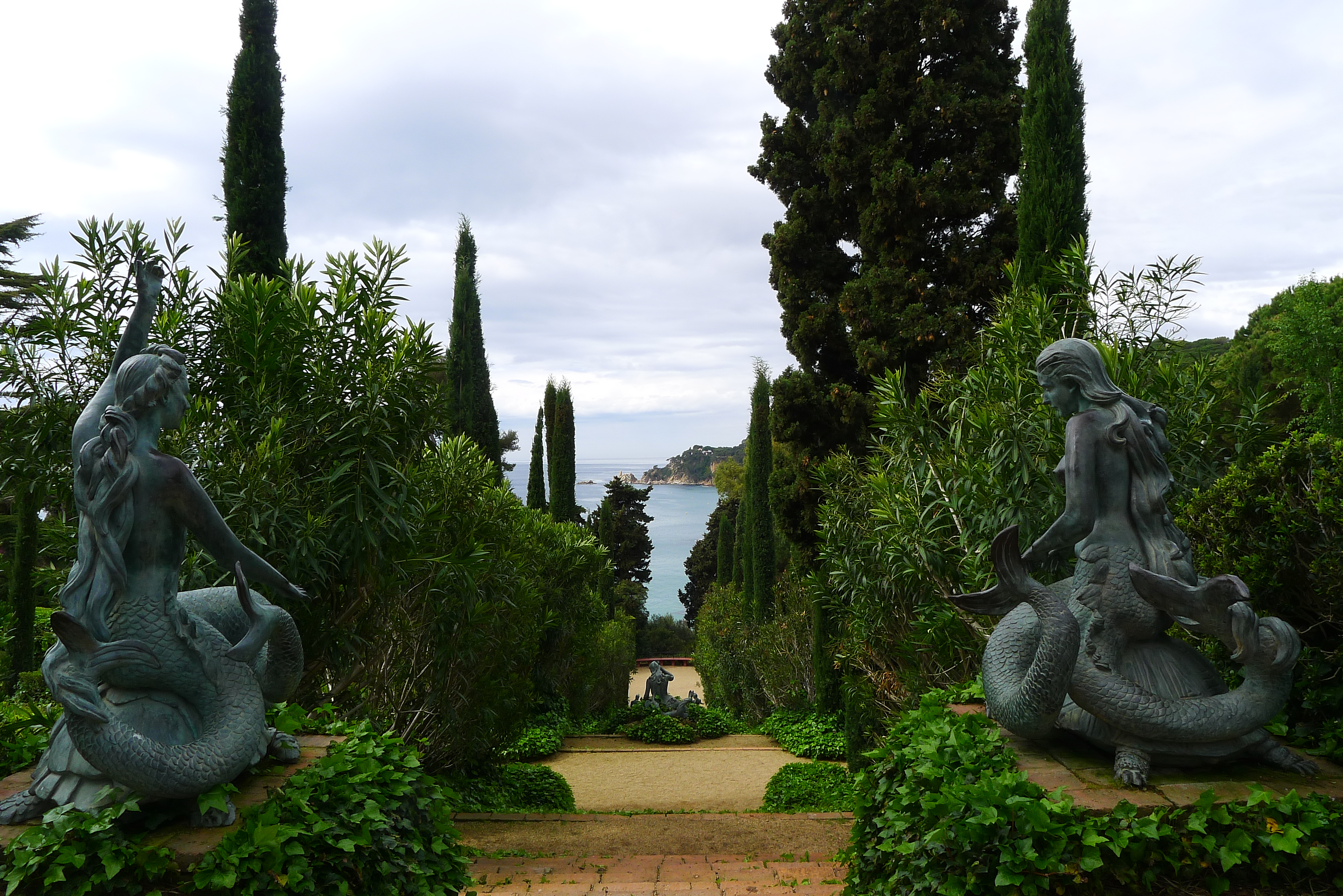
Les Sirènes des Jardins de Santa Clotilde. Lloret de Mar

Les Jardins noucentistes de Santa Clotilde, datant du début du XXe siècle, constituent probablement le meilleur symbole de la jardinerie catalane contemporaine. Surplombant la crique de Sa Boadella, le docteur et marquis de Roviralta fit construire la maison et les jardins de Santa Clotilde, conçus par l’architecte et paysagiste noucentiste Nicolau Maria Rubió i Tudurí en 1919. Planté au somment d’une falaise, l’ensemble propose des vues sur la mer impressionnantes. L’absence de fleurs contraste avec la grande variété de plantes.

### Zones protégées

#### Biotope
Sur l’initiative de différentes confréries de pêcheurs et de la Direction générale de la pêche maritime, afin d’assurer un certain équilibre entre l’exploitation des ressources, la capacité de pêche et la protection des écosystèmes marins, une série d’écueils artificiels ont été installés au cours des dernières années sur tout le territoire catalan. À Lloret de Mar, cet écueil appelé « le biotope » fut mis en place en 1994. La zone couverte par l’écueil artificiel, de 150 hectares, est comprise entre la Punta des Bullents (Cala Canyelles) et le Racó des Bernat (Lloret de Mar), à une bathymétrie de 15 à 25 mètres. L'écueil est composé de quatre séries de modules de protection situés perpendiculairement à la ligne de rivage et de quarante structures alvéolaires de production situées face à la plage de Canyelles. Les objectifs initiaux du biotope de Lloret de Mar étaient d’augmenter la productivité biologique du système, de développer et de récupérer la pêche artisanale, et de protéger les herbiers de posidonies.

## Économie
Le développement urbain, économique et social commence au milieu des années 1950, avec l'arrivée massive de touristes.
Avec ses nombreuses discothèques, ses cafés et son casino, la ville attire toute l'année beaucoup de jeunes venant de toute l'Europe, désireux de faire la fête le jour comme la nuit. C'est d'ailleurs à Lloret de Mar qu'a lieu chaque année en avril la semaine de relâche européenne que l'on appelle aussi springbreak.
Grâce au climat plaisant, la saison touristique va d'avril à octobre.

### Tourisme
En 1987, l’offre des établissements touristiques de Lloret représentait 27 % de toute la Costa Brava tandis que le nombre de places d’hôtel s’élevait à 49 % de l’ensemble de la Costa Brava,:
| Lloret de Mar                                     | 1956    | 1960    | 1968    | 1972    | 1976    | 1979    | 1983    | 1986    | 2013    |
| ------------------------------------------------- | ------- | ------- | ------- | ------- | ------- | ------- | ------- | ------- | ------- |
| Établissements Lloret de Mar                      | 34      | 73      | 191     | 210     | 198     | 174     | 171     | 171     | 117     |
| Établissements Costa Brava                        | 181     | 332     | 721     | 756     | 717     | 680     | 610     | 624     | 464     |
| Places d’hôtels                                   | 1956    | 1960    | 1968    | 1972    | 1976    | 1979    | 1983    | 1986    | 2013    |
| Places d’hôtels Lloret de Mar                     | 1.336   | 3.532   | 12.331  | 25.099  | 29.331  | 28.299  | 25.690  | 30.926  | 30.000  |
| Places d’hôtels Costa Brava                       | 6.543   | 14.407  | 42.007  | 59.868  | 64.105  | 61.701  | 60.251  | 62.979  | 64.767  |
| Lloret de Mar / Costa Brava                       | 1956    | 1960    | 1968    | 1972    | 1976    | 1979    | 1983    | 1986    | 2013    |
| % d’établissements par rapport à la Costa Brava   | 18,78 % | 21,99 % | 26,49 % | 27,78 % | 27,62 % | 25,59 % | 28,03 % | 27,40 % | 25,21 % |
| % de places d’hôtels par rapport à la Costa Brava | 20,42 % | 24,52 % | 29,35 % | 41,92 % | 45,75 % | 45,86 % | 42,64 % | 49,11 % | 46,31 % |

Chaque année, Lloret de Mar accueille 12 % du nombre total de touristes qui visitent la Catalogne et plus de 40 % des touristes qui viennent séjourner sur la Costa Brava. Lloret de Mar est la cinquième destination soleil-plage de toute l’Espagne et la première de la Catalogne quant au nombre de places d’hôtels. 50 % de son offre hôtelière est de trois étoiles ou plus. Par ailleurs, 64 % des places d’hôtels 5 étoiles et de luxe de la Costa Brava se trouvent à Lloret. En 2013, l'offre hôtelière de la ville était de 30.000 lits proposés par plus de 120 établissements, avec plus de 13 000 places correspondant à des hôtels trois étoiles et 11 000 à des hôtels quatre et cinq étoiles.

### Données touristiques générales
Lloret de Mar compte plus de 120 établissements hôteliers, soit environ 30 000 places d’hôtels. Le séjour moyen est de 5 jours et le taux d’occupation est de 60%
| Voyageurs 2013    | Jan | Fév    | Mar     | Avr     | Mai     | Jui     | Jul     | Aoû       | Sep     | Oct     | Nov     | Déc | TOTAL     |
| ----------------- | --- | ------ | ------- | ------- | ------- | ------- | ------- | --------- | ------- | ------- | ------- | --- | --------- |
| Espagnols         | -   | 14.662 | 30.033  | 16.410  | 26.853  | 25.893  | 15.800  | 27.470    | 22.799  | 18.090  | 17.410  | -   | 215.440   |
| Étrangers         | -   | 8.018  | 33.550  | 69.916  | 87.923  | 114.915 | 141.960 | 151.959   | 110.755 | 64.673  | 18.097  | -   | 801.766   |
|                   | -   | 22.700 | 63.583  | 86.326  | 114.776 | 140.808 | 157.760 | 179.429   | 133.554 | 82.763  | 35.507  | -   | 1.017.206 |
| Nuitées 2013      | Jan | Fév    | Mar     | Avr     | Mai     | Jui     | Jul     | Aoû       | Sep     | Oct     | Nov     | Déc | TOTAL     |
| Espagnols         | -   | 39.868 | 119.652 | 89.287  | 97.775  | 47.310  | 43.649  | 90.885    | 55.626  | 51.218  | 44.029  | -   | 679.299   |
| Étrangers         | -   | 31.207 | 121.651 | 275.090 | 409.867 | 600.258 | 900.216 | 925.347   | 637.140 | 341.394 | 68.367  | -   | 4.310.537 |
|                   | -   | 71.075 | 241.303 | 364.377 | 507.642 | 647.568 | 943.865 | 1.016.232 | 692.766 | 392.612 | 112.396 | -   | 4.989.836 |
| Séjour moyen 2013 | Jan | Fév    | Mar     | Avr     | Mai     | Jui     | Jul     | Aoû       | Sep     | Oct     | Nov     | Déc | TOTAL     |
| Jours             | -   | 3,13   | 3,8     | 4,22    | 4,42    | 4,6     | 5,98    | 5,66      | 5,19    | 4,74    | 3,17    | -   |           |

| Lloret de Mar | Jan | Fév    | Mar    | Avr    | Mai     | Jui     | Jul     | Aoû     | Sep     | Oct    | Nov    | Déc    | TOTAL     |
| ------------- | --- | ------ | ------ | ------ | ------- | ------- | ------- | ------- | ------- | ------ | ------ | ------ | --------- |
| 2012          | -   | 27.862 | 51.194 | 99.872 | 99.600  | 123.004 | 150.330 | 158.863 | 135.200 | 73.778 | 37.698 | 17.844 | 975.245   |
| 2013          | -   | 22.700 | 63.583 | 86.326 | 114.776 | 140.808 | 157.760 | 179.429 | 133.554 | 82.762 | 35.507 | 0      | 1.017.206 |

### Distinctions touristiques
La certification de Destination de tourisme sportif (DTS) est un label de spécialisation décerné par l’Agence catalane du tourisme (ACT) afin de promouvoir les destinations touristiques adaptées à la pratique de différentes disciplines sportives qui se distinguent par le fait de proposer des ressources et des services de haut niveau destinés aux sportifs d’élite, professionnels, amateurs et touristes qui souhaitent pratiquer des activités sportives. Lloret de Mar est une ville certifiée en tant que Destination sportive depuis 2006 qui dispose d’une offre sportive de qualité et multidisciplinaire concentrée au sein d’une seule zone sportive située au centre-ville et entourée de la zone hôtelière et commerciale, à 800 mètres de la plage.
En 2010, Lloret de Mar a également reçu la distinction de Destination touristique familiale décernée par la Generalitat de Catalunya (gouvernement catalan).

### Modèle de tourisme duXXIesiècle
Au cours des dernières années, Lloret de Mar s'est redéfinie en tant que destination touristique de plage urbaine, un concept de destinations côtières où les pôles d’attraction naturels de soleil et plage sont renforcés par un ensemble de plus-values comme l’histoire du territoire, ses citoyens, ses traditions et coutumes, son patrimoine culturel, ainsi que son offre en matière de loisirs, de tourisme et de services.
En 2010, la ville établit son Plan stratégique du tourisme qui, fruit de dix ans de travail conjoint entre l’Administration et le secteur privé, avait commencé en 2003 avec la création de l’organisme de promotion touristique Lloret Turisme. Ledit Plan, en pleine phase de mise en place, a deux objectifs principaux : d’une part accéder à des Plans de reconversion de destinations touristiques, des projets de requalification de destinations gérés par le gouvernement espagnol en collaboration avec la Generalitat de Catalunya (gouvernement catalan) centrés sur la reconversion et la modernisation intégrale de destinations mûres dotées d’une projection internationale et d’un potentiel ; d’autre part consolider ses produits stratégiques (plage urbaine, tourisme sportif et tourisme d’affaires) en tant que stratégie destinée à contribuer à désaisonnaliser l’activité touristique. En mars 2014, le premier objectif fut atteint à travers la signature de l’Accord sur le Plan pilote pour Lloret entre la ville et la Generalitat de Catalunya,.

## Commerce
Le commerce de la ville est très marqué par la saisonnalité. En 2013, Lloret de Mar comptait 306 établissements fixes et 272 établissements saisonniers. Des chiffres qui en faisaient la deuxième ville de la Costa Brava quant au nombre de commerces, derrière la ville non côtière de Figueres. 
Lloret de Mar dispose actuellement (2014) d’une offre commerciale d’un millier d’établissements, dont plus de la moitié sont concentrés dans le vieux quartier. À noter qu’à cette offre très vaste s’ajoute le fait que depuis 2010, les commerces de Lloret de Mar peuvent ouvrir leurs portes tous les jours de l’année, y compris les jours fériés. Des activités et foires commerciales sont organisées tout au long de l’année, comme la Lloret Night Shopping, la Botiga al carrer (Boutiques dans les rues) et la Foire médiévale, entre autres. Sans oublier le Marché hebdomadaire, le mardi, et le Marché municipal, ouvert tous les jours de la semaine.

## Démographie
| 1900 | 1930  | 1950  | 1970  | 1981   | 1986   | 2006   |
| ---- | ----- | ----- | ----- | ------ | ------ | ------ |
| 3242 | 3 003 | 3 159 | 7 064 | 10 463 | 14 567 | 32 728 |

## Art et culture

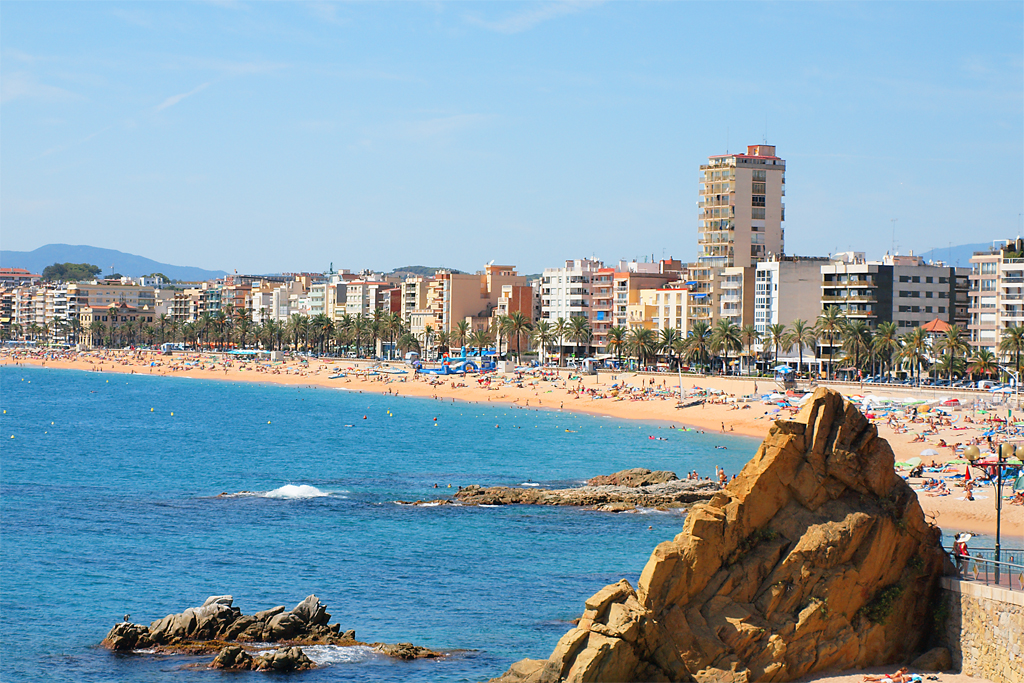
Vue de la plage principale de Lloret de Mar

### Musées et collections

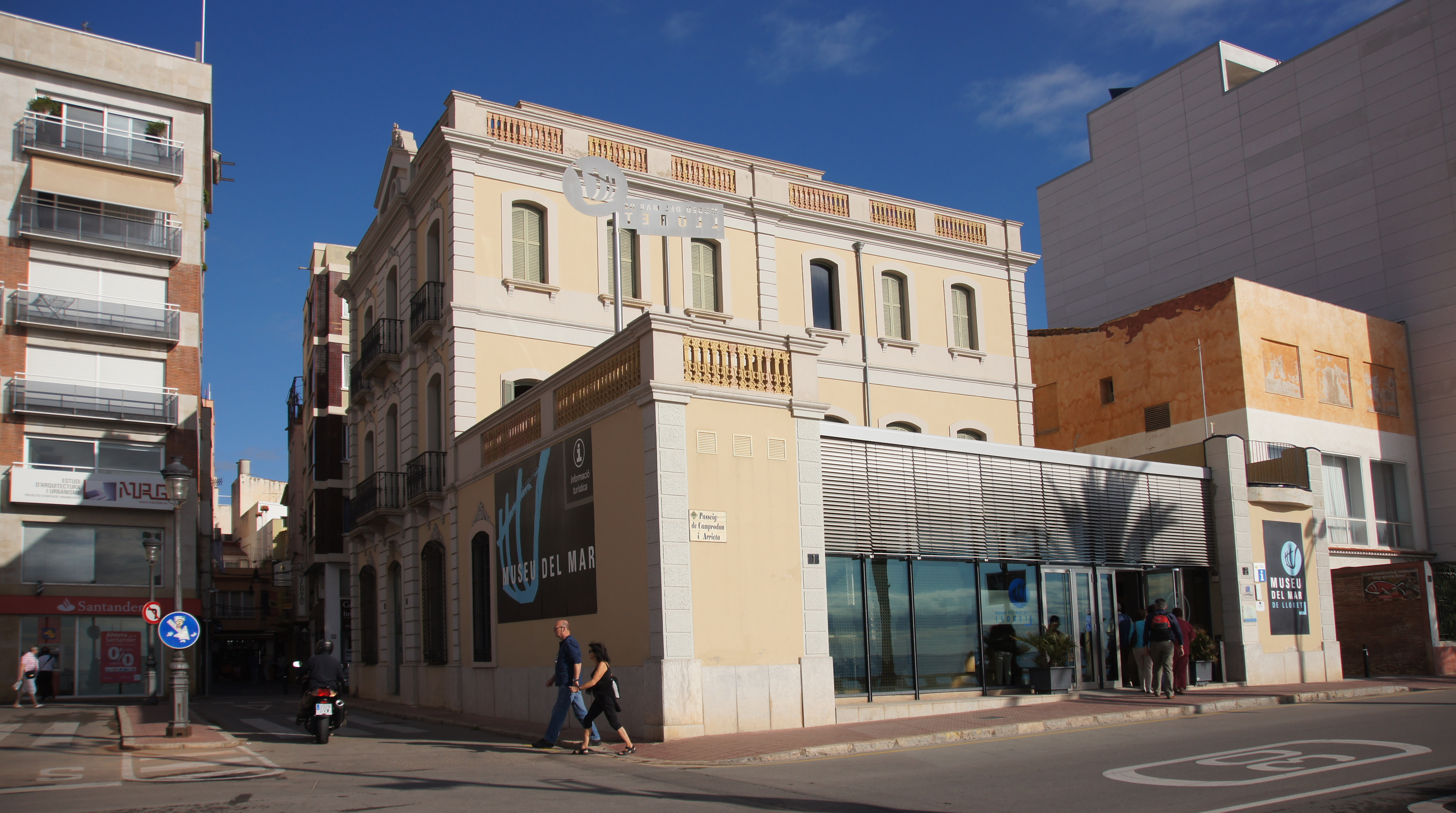
Lloret, Musée de la Mer

Le Musée de la Mer retrace l’histoire des Indianos, de la pêche et de la navigation locales. Il se trouve dans l’ancienne maison indiana Casa Garriga de Lloret de Mar, rachetée par la mairie en 1981 afin d’en faire un musée municipal. Le musée comprend cinq espaces : Enfants de la Mer, La mer Méditerranée, Les portes de l’océan, Lloret après les voiliers et Au-delà de la plage, qui proposent un parcours allant de la navigation par cabotage pratiquée dans la Méditerranée à la navigation en haute mer à travers l’Atlantique.

### Château de Sant Joan
Le château médiéval de Sant Joan (XIe siècle), situé au sommet d’une colline, entre les plages de Lloret et de Fenals. De la construction d’origine, il ne reste que les fondations du donjon, la muraille est, quelques vestiges du côté sud et plusieurs silos creusés dans la roche. Aujourd’hui, il comprend deux ailes de chambres au nord et à l’est, adossées à la muraille et ouvertes sur une cour intérieure. 
Il servit principalement de tour de guet pour prévenir les éventuelles attaques maritimes :
- début XIe siècle : construction du château, vraisemblablement du temps de dame Sicardis et de ses fils qui sont seigneurs de LLoret
- 1079 : consécration de la chapelle
- XIIe siècle : le domaine est divisé entre le siège épiscopal de Gérone et les seigneurs de Palafolls
- 1218 : l’ensemble revient à l’évêque de Gérone
- 1356 : le château est attaqué par la flotte génoise
- 1427 – 1428 : il est la proie de tremblements de terre
- XVe siècle et XVIe siècle : importants travaux
- 1805 : un navire de guerre britannique tire plusieurs coups de canon ; une partie de la tour et de la muraille s’effondre
- 1840 et 1923 : deux tempêtes finissent de démolir la tour d’origine et des pans de muraille
- XXe siècle : des fouilles archéologiques ont lieu et le donjon est restauré

Le Château de Sant Joan est à l’origine de la ville de Lloret. Au XIe siècle, le territoire de Loredo appartenait à Madame Sicardis de Lloret (1031-1103). Conformément aux dispositions du testament de Sicardis, les terrains féodaux furent divisés entre ses deux fils : Bernat Umbert, évêque de Gérone, et Bernat Gaufred, seigneur laïc qui devint Seigneur de Palafolls. Ladite juridiction partagée s’étendit jusqu’en 1218, à la mort de l’évêque Bernat Umbert. Le fief passa alors exclusivement aux mains du Siège de la Cathédrale de Gérone. En 1790, la Commune et les habitants de Lloret demandèrent au Conseil royal des finances (Real Consejo de Hacienda) que le château et son domaine fussent intégrés au patrimoine royal contre paiement de 8 000 livres effectué en faveur du Capitole de la Cathédrale à titre de perte des droits. Le procès, qui dura jusqu’en 1802, se solda en faveur des habitants de Lloret, mettant fin à presque huit siècles d’autorité seigneuriale, le Château de Sant Joan appartenant toutefois au Capitole jusqu’en 1807. Le conflit belliqueux qui opposa l’Angleterre à l’Espagne et à la France et prit fin lors de la bataille de Trafalgar eut également des effets désastreux pour la tour du Château de Sant Joan, qui fut bombardée par l’armée britannique, représentant la destruction définitive de l’enceinte fortifiée. Le château tomba en désuétude tout au long du XIXe siècle et fut réduit à un monticule de ruines. Grâce à la restauration de la tour de l’hommage achevée en 1992, celle-ci peut être visitée. Les fouilles et leur muséification furent terminées en 2000-2001.

### Cimetière moderniste des Indianos

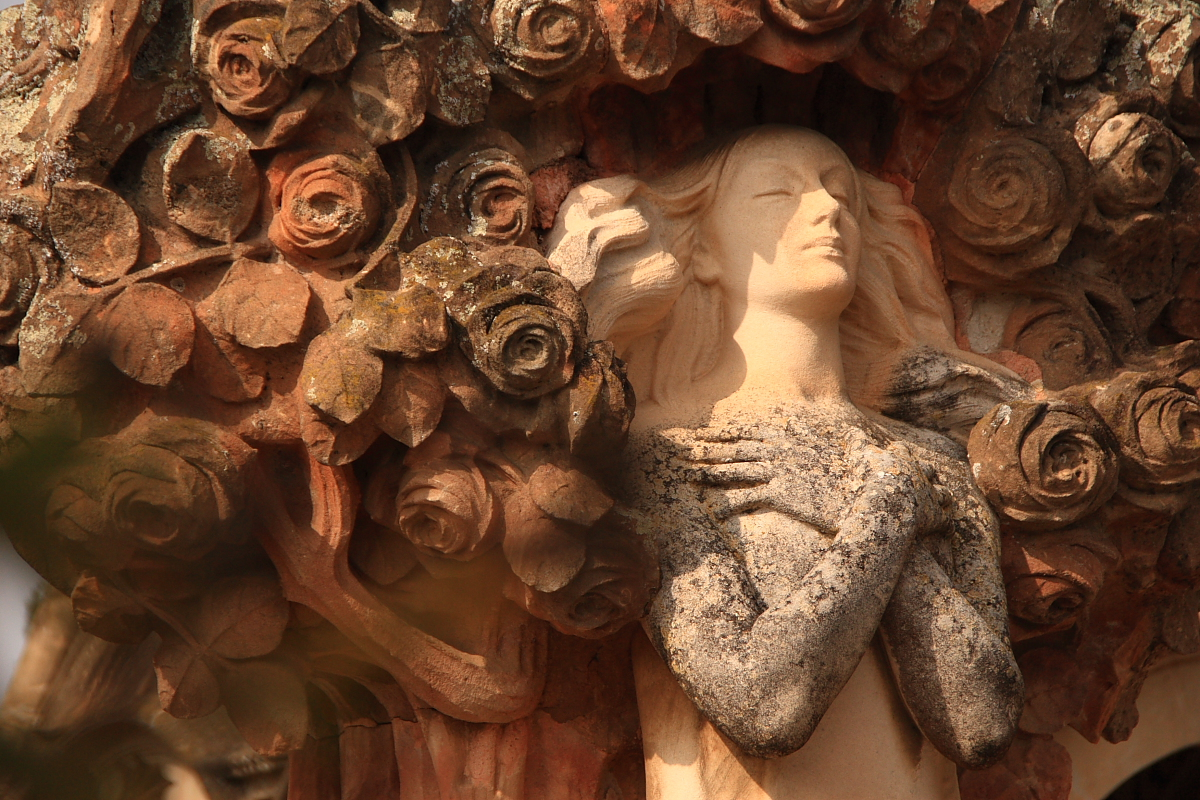
Figure de marbre conçue par Ismael Smith i Marí, Cimetière moderniste des Indianos

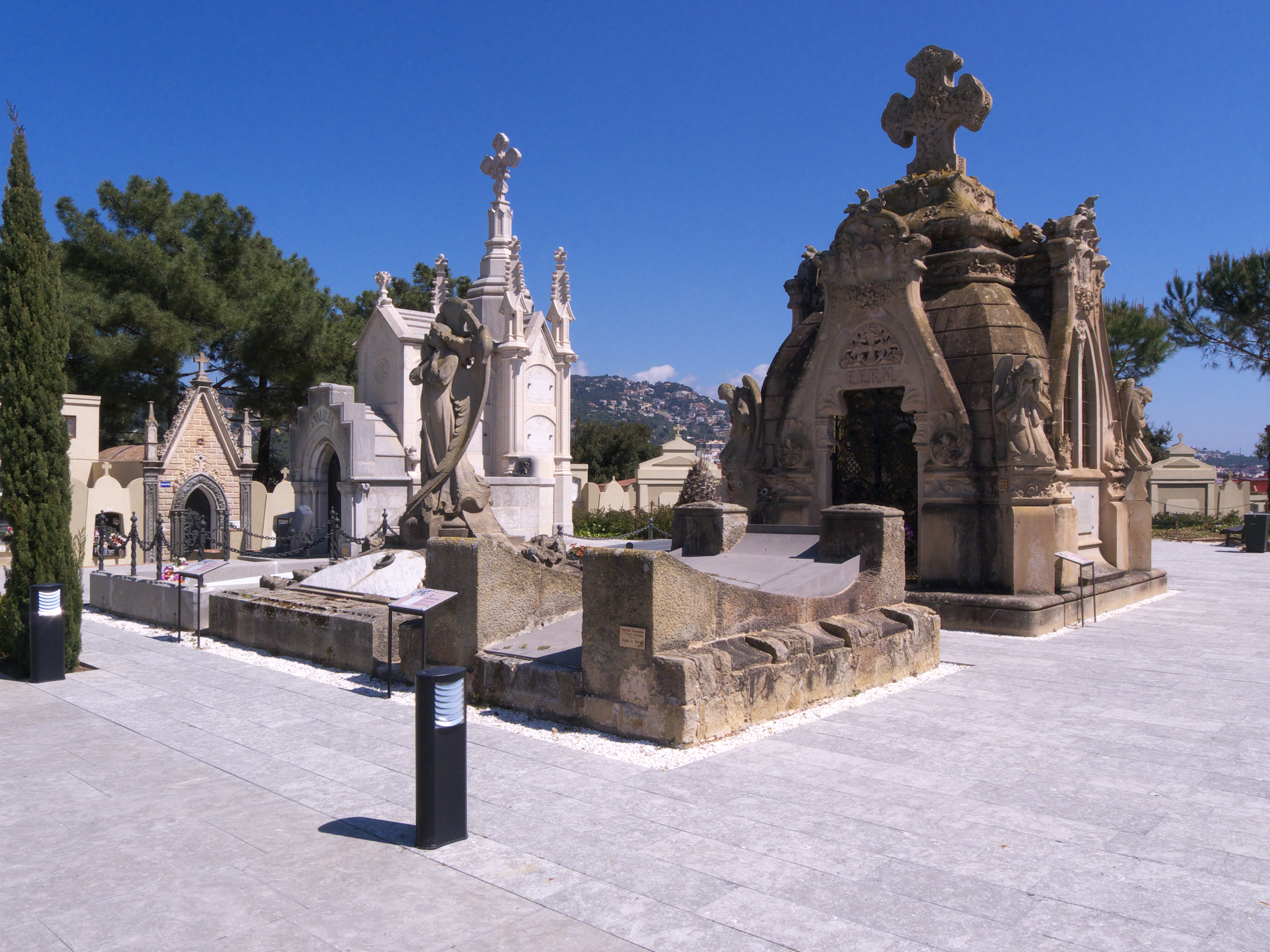
Cimetière de Lloret de Mar

Le cimetière moderniste de Lloret de Mar est l’un des principaux cimetières indianos de Catalogne et l’un des plus représentatifs de tout le territoire espagnol. À Lloret de Mar, l’arrivée des Indianos, ces émigrants partis faire fortune en Amérique, définit l’essence du cimetière. Conçu par Joaquim Artau i Fàbregas, il comporte une allée principale le long de laquelle se succèdent toute une série de panthéons et de caveaux rutilants marqués par un modernisme extrêmement évocateur. Bonaventura Conill i Montobbio, élève de Gaudí, est un des architectes qui y a réalisé le plus d’œuvres, comme les croix élevées, les dragons qui surveillent l’obscurité et la mort, ainsi que des anges qui pleurent la mort comme le commun des mortels. Forts de leurs bonnes relations, les Indianos purent compter sur les services d’architectes comme Puig i Cadafalch, qui y laissa des créations telles que la statue de la femme, en marbre pâle, symbolisant la mort, reposant entourée de roses rouges, créées par Ismael Smith i Marí. Au fond de l’allée centrale se trouve la chapelle, entourée des caveaux de deuxième rang. Des rues entières de panthéons mitoyens, pratiquement tous identiques, arborés de décorations, ornés de fleurs fraîches ou non, arpentent le cimetière.
La construction du Nouveau Cimetière commença à la fin du XIXe siècle, en 1896, et se termina en 1901. Relativement peu connu, il propose un bon aperçu de ce que fut l’art funéraire de l’époque. Dans une municipalité d’à peine 4 000 habitants, cet espace fut bâti, inauguré, puis peaufiné par les architectes et sculpteurs les plus importants de l’époque. Joaquim Artau i Fàbregas en fit les plans, puis, après son inauguration, les architectes Antoni Maria Gallissà et Josep Puig i Cadafalch furent les premiers à réaliser des projets destinés à la nouvelle nécropole. Ils furent immédiatement accompagnés d’un autre chef de projet, Vicenç Artigas i Albertí, puis, en 1903, de Bonaventura Conill i Montobbio, élève de Gaudí. Ces deux derniers continuèrent à travailler pour le cimetière de manière régulière, à tel point que la plupart des œuvres qui composent le cimetière constituent une partie importante de leur production. En 1905, un autre nom rejoignit le groupe : Ramon Maria Ruidor, architecte, qui intervint de manière ponctuelle à Lloret et y laissa sa griffe à travers un projet destiné à un panthéon. Le cimetière de Lloret de Mar peut être considéré comme l’un des endroits les plus représentatifs de l’art funéraire catalan de la période moderniste et constitue un complexe aux dimensions réduites qui concentrent un grand nombre d’œuvres susceptibles de relancer le débat sur l’art moderniste et les modernistes.

### Bâtiments modernistes

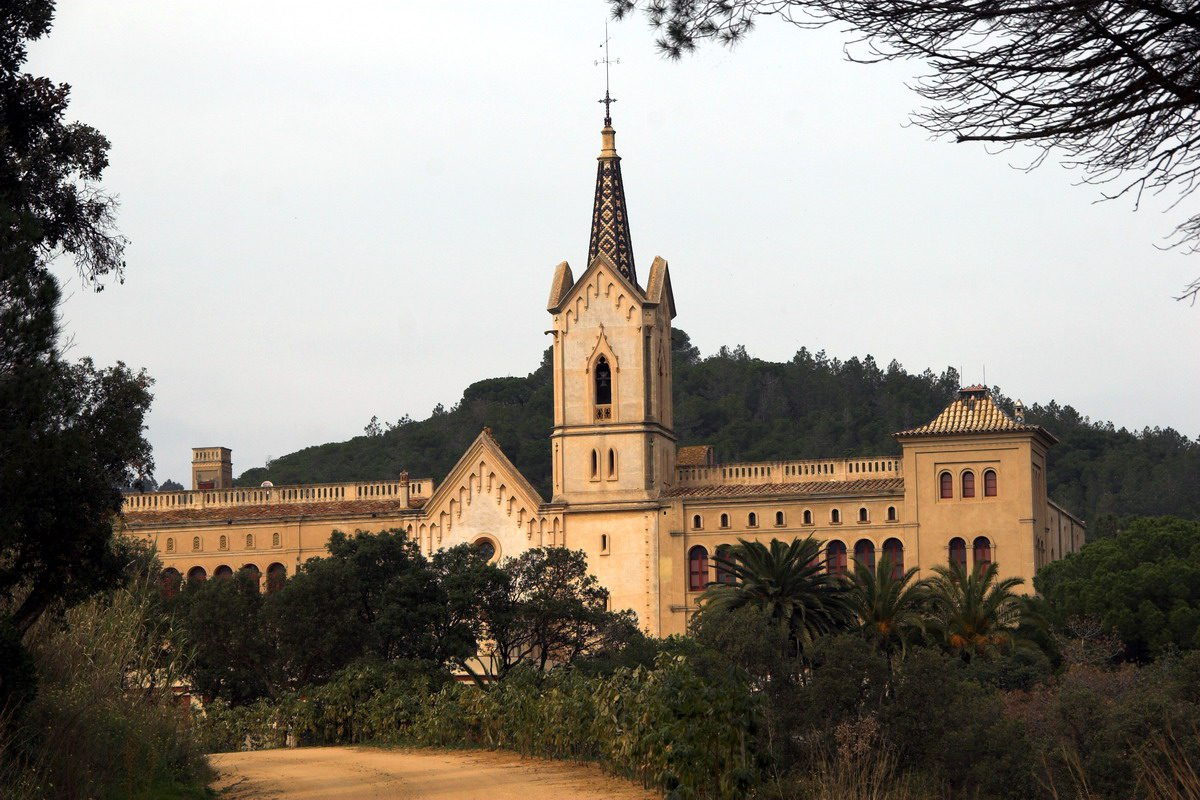
Sanctuaire de Sant Pere del Bosc

Des architectes renommés comme Enric Monserdà, Bonaventura Conill et Puig i Cadafalch construisirent des bâtiments modernistes tels que le Sanctuaire de Sant Pere del Bosc, doté de la petite chapelle de Notre-Dame-de Grâce, les chapelles du Baptistère et du Saint-Sacrement, appartenant toutes deux à l’église de Sant Romà, ainsi que le panthéon de la famille Costa Macià, l’un des ensembles les plus riches et complexes du Cimetière de Lloret de Mar.

### Village ibérique de Puig de Castellet

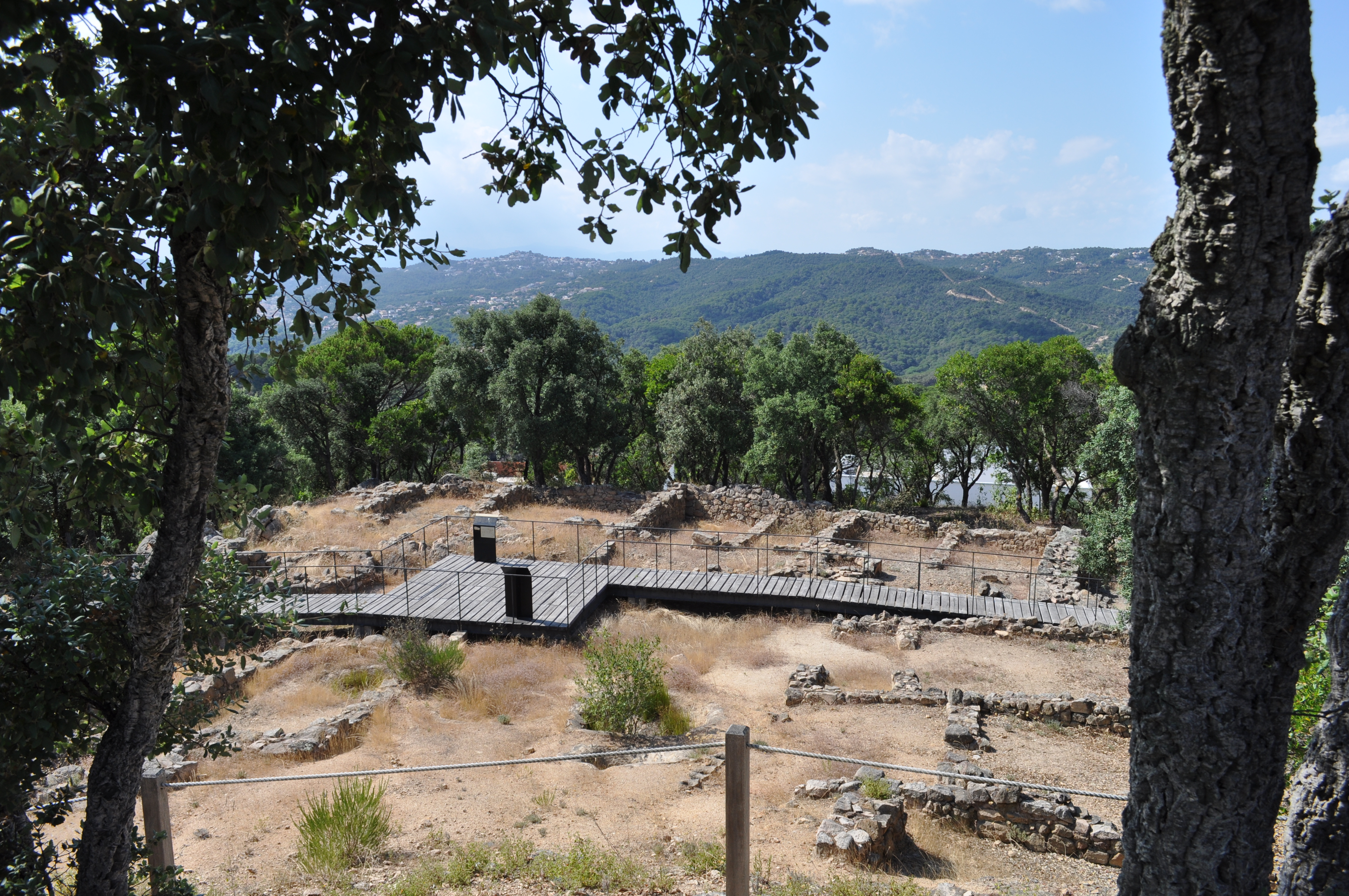
Village ibérique de Puig de Castellet

Lloret compte trois villages ibériques – Montbarbat, Puig de Castellet et Turó Rodó – qui recouvrent des époques allant du IVe  au  IIe siècle av. J.-C., date à laquelle remonte le site archéologique de Turó Rodó. À partir de cette époque, au Ier siècle av. J.-C., le monde ibérique disparaît progressivement en raison de l’expansion de l’empire romain.
Les Ibères, habitants autochtones de la Péninsule ibérique, s’organisaient sous forme de tribus différentes en fonction du territoire : les Laietans, les Cessetans, les Ilercavons, les Ilergets, les Ausetans et les Indigets. Ce dernier groupe était composé par les habitants du village de Puig de Castellet. Ce site, datant du IIIe siècle av. J.-C., se trouve à 2 kilomètres du centre de Lloret de Mar, dans une zone stratégique dotée d’une grande couverture visuelle allant de l’embouchure du Tordera à la côte de Lloret. Cette petite enceinte fortifiée de 650 m2 comprend six logements et fut protégée par une vaste muraille et des tours de défense en raison des conflits qui secouèrent toute la Méditerranée de 264 à 146 av. J.-C. : les Guerres puniques. Le renforcement des remparts de la forteresse date du IIIe siècle av. J.-C., lors de la domination des Carthaginois. Cette enceinte fut donc active pendant 50 ans, de 250 à 200 av. J.-C., date à laquelle elle fut abandonnée. 
Les fouilles furent réalisées en trois phases : de 1968 à 1969, de 1970 à 1972, et de 1975 à 1986. Elles permirent de mettre au grand jour toute une série d’éléments archéologiques, principalement fabriqués en céramique locale, ainsi que d’autres ustensiles importés de style attique d’origines différentes (italique, grecque, occidentale de l’atelier de Roses). Le site de Puig de Castellet a été intégré à la « Route des Ibères », un circuit créé par le Musée archéologique de Catalogne et adapté par la Mairie de Lloret de Mar.

### Route des maisons des Indianos
- Église de Sant Romà : 2014 marque la fin de la restauration de la maison Can Font, une ancienne villa d’Indianos, ces Catalans partis faire fortune en Amérique au début du XXe siècle. Entre 1800 et 1840, de nombreux habitants de Lloret, principalement issus des familles les plus défavorisées de la ville, mirent le cap sur les Amériques en vue d’aller faire fortune dans le nouveau monde. La Havane et Matanzas furent les destinations cubaines les plus prisées, où ils travaillèrent dans les domaines les plus variés. Depuis ces terres lointaines, ils restèrent cependant toujours en contact avec leur ville natale, une des localités catalanes qui fut le plus influencée par la ruée vers les Amériques. Philanthropes et bienfaiteurs, les Indianos contribuèrent à la transformation urbanistique de Lloret. Leurs grandes villas dessinèrent une promenade maritime d’une grande beauté et d’une grande valeur architecturale, leurs investissements permirent de construire des œuvres de bienfaisance comme l’hôpital et les écoles de la ville et de contribuer activement à la reconstruction moderniste de l’église paroissiale.
- Casa Garriga (Musée de la Mer) : cette maison fut bâtie par Enric Garriga i Mataró, qui émigra à Cienfuegos (Cuba) et fit fortune grâce à une entreprise de matériaux de construction. À sa mort, son épouse racheta le terrain adjacent sur lequel fut construit le bâtiment actuel, qui compte deux parties, avec rez-de-chaussée, deux étages et un jardin qui donne sur la promenade. La façade, construite de manière totalement symétrique, présente six balcons aux deux étages supérieurs couronnés par un fronton et des balustrades. Aujourd’hui, la Casa Garriga héberge le Musée de la Mer, un espace thématique qui rappelle l’époque glorieuse de la tradition marine de la ville.
- Promenade Verdaguer ou Promenade des Palmiers : cette promenade aux allures coloniales fut construite sur un espace que l’architecte de Gérone Martí Sureda gagna sur la mer. Flanquée par la Casa Garriga d’une part et par l’hôtel-de-ville seigneurial de l’autre, la Promenade des Palmiers, rebaptisée par la suite Promenade de Jacint Verdaguer, fut promue par les Indianos grâce aux villas qu’ils érigèrent sur ces terrains reparcellisés dont la vente permit à la mairie de récolter des fonds afin de financer les travaux du nouvel hôtel-de-ville, de style néoclassique.
- Carrer de les Vídues i Donzelles (Rue des Veuves et des Demoiselles) : ruelle au nom curieux qui évoque le cliché associé à la légende des Indianos : en vertu d’une clause de leur testament, les jeunes dames qui devenaient des veuves fortunées à la mort de leurs époux indianos ne pouvaient pas se remarier, sous peine de perdre toute leur fortune. Elles vivaient donc généralement enfermées dans leur maison, dont elles sortaient peu.
- Église paroissiale et église de Sant Romà : les Indianos financèrent la réforme moderniste de l’église (1924) sous la houlette de l’architecte Bonaventura Conill i Montobbio, contenant des sculptures de Llimona i Clarasó. Deux ans plus tard, Narcís Gelat, depuis La Havane, assuma le coût de la flamboyante chapelle du Saint-Sacrement (1916), érigée en mémoire de son épouse. Par ailleurs, la touche d’Outre-Mer est présente à travers la Vierge du Cuivre murale qui, jusqu’il y a peu, pouvait être admirée dans la cour de la maison paroissiale et se trouve actuellement en phase de restauration.
- Casa de Nicolau Font i Maig : construite en 1877 par Feliu Torras i Mataró, de Lloret de Mar, la résidence de cet Indiano disposait de caves, d’un rez-de-chaussée, de deux étages, d’un grenier et d’une cour. Le visiteur remarquera la porte moderniste en bois dotée d’une grille en fer travaillée à «coups de fouet» ainsi que des figures symboliques d’Indianos coiffés de plumages incrustés.

### Es Tint
Es Tint est un petit bâtiment où, jusqu’aux années 60, les pêcheurs de Lloret teignaient les filets – fabriqués à l’époque en chanvre, en alfa, puis en coton – à l’aide d’un liquide obtenu en faisant bouillir de l’eau avec de l’écorce de pin. Les filets étaient teints dans toute la Méditerranée selon une technique millénaire qui consistait à les faire tremper dans le liquide préalablement bouilli jusqu’à ce qu’ils soient bien imprégnés, avant de les égoutter et de les faire sécher sur la plage. La teinture permettait de prolonger la durée de vie utile des filets et de les camoufler dans l’eau de mer. 
Avec l’avènement des filets en nylon, cette petite industrie – qui dépendait de la Confrérie des pêcheurs – disparut et l’établissement tomba en désuétude. 
Autrefois, tous les villages côtiers disposaient d’un local – généralement de type associatif – destiné à teindre les filets. Aujourd’hui, la Costa Brava n’en compte plus que quelques-uns : Sa Perola, à Calella de Palafrugell et Es Tint, à Lloret de Mar.

### Autres monuments et lieux
- Le château (non visitable) de Lloret de Mar.
- L'ermitage de Sant Quirze (vers 1079), le plus ancien ermitage de Lloret.
- L'ermitage de la mare de Déu de les Alegries (1079).
- L'ermitage de la plage de Santa Cristina (XVIIIe siècle).
- L'hôtel de ville (1868-1872).
- Un monument en pierre conçu par Puig i Cadafalch (Creu de Terme 1898).
- L'église del Santissim (1916) (en centre-ville).
- La statue de la Dona Marina (1966), sculpture en bronze d'Ernest Maragall, qui représente la souffrances des femmes attendant leurs maris pêcheurs.
- La fontaine de canaletes (1968, copie offerte par la ville de Barcelone).

## Randonnées pédestres

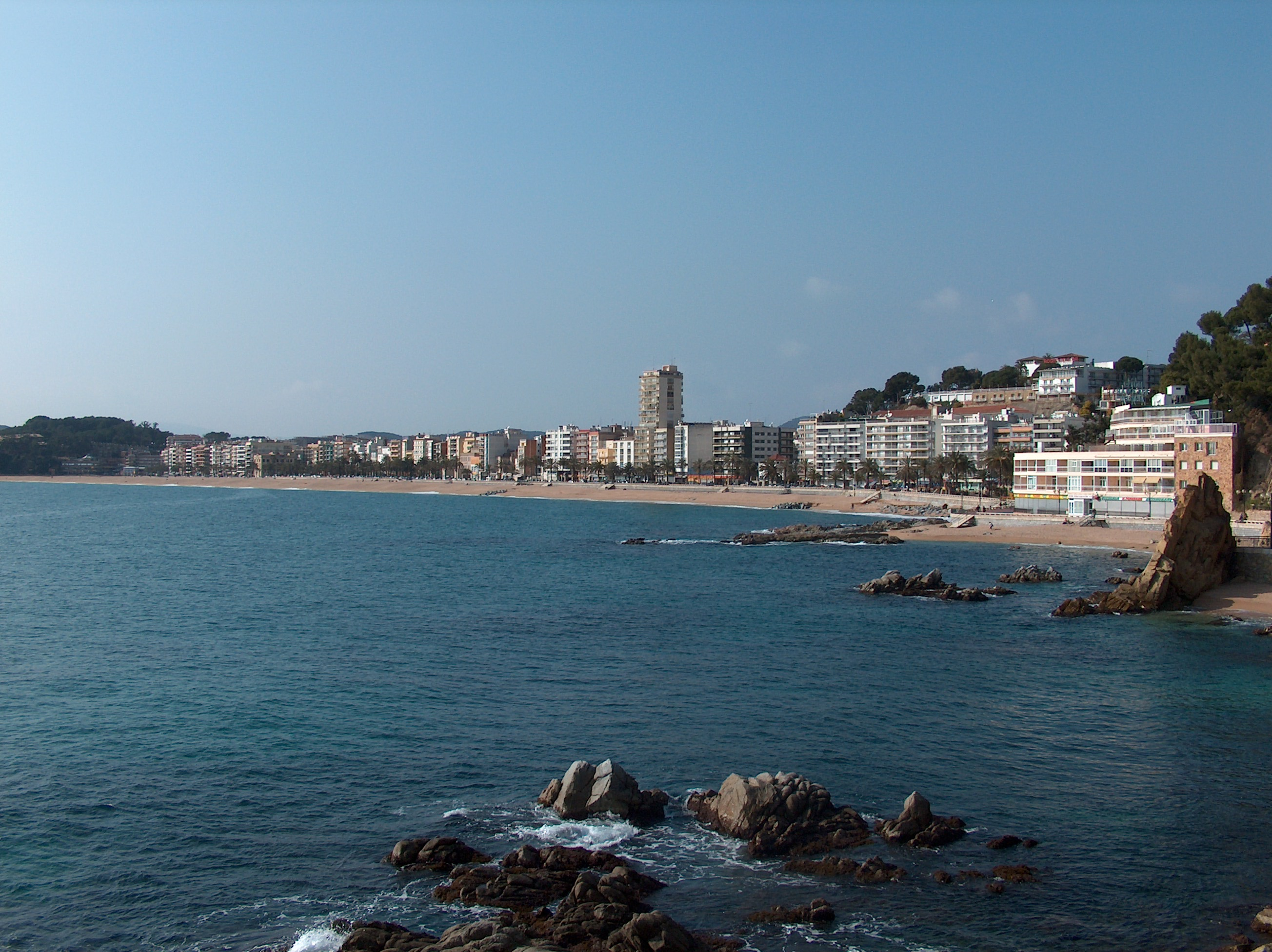
Le chemin côtier se termine sur la plage de Lloret.

### Sentiers Grandes Randonnées ou GR
Le sentier méditerranéen GR92 a deux tronçons à Lloret de Mar :
- le GR92TR11, qui passe par Tossa de Mar, Cala Canyelles et Lloret de Mar, de 13,2 km, d’une durée approximative de 3h15,
- et le GR92TR12, qui passe par Lloret de Mar, le Château Sant Joan, Blanes et Tordera, de 14,475 km, d’une durée approximative de 3h40.

### Chemins côtiers
Le chemin côtier Lloret de Mar - Fenals permet d’effectuer l’une des plus belles balades de la Costa Brava.
Ce circuit à travers les chemins qui longent la côte de Lloret va de la plage de Lloret à la plage de Fenals, de la fin de la Promenade maritime de Lloret en passant par le Racó de Garbí, la crique de Sa Caravera, les escaliers qui longent le paysage rocailleux, Es salt des Burros, le monument de la Femme de marin –du sculpteur Ernest Maragall i Noble–, les escaliers qui montent jusqu’à Cala Banys –une crique de rochers très riche en écueils. Ensuite, le chemin se poursuit par un sentier qui traverse un bar et passe par un bois de pins jusqu’à l’extrémité de Fenals, où se trouve le château médiéval de Sant Joan. Après avoir quitté Ia tour de guet, un sentier mène à des escaliers qui descendent jusqu'à la Place Sisquella, située au début de la Promenade maritime de Fenals.

## Principaux événements

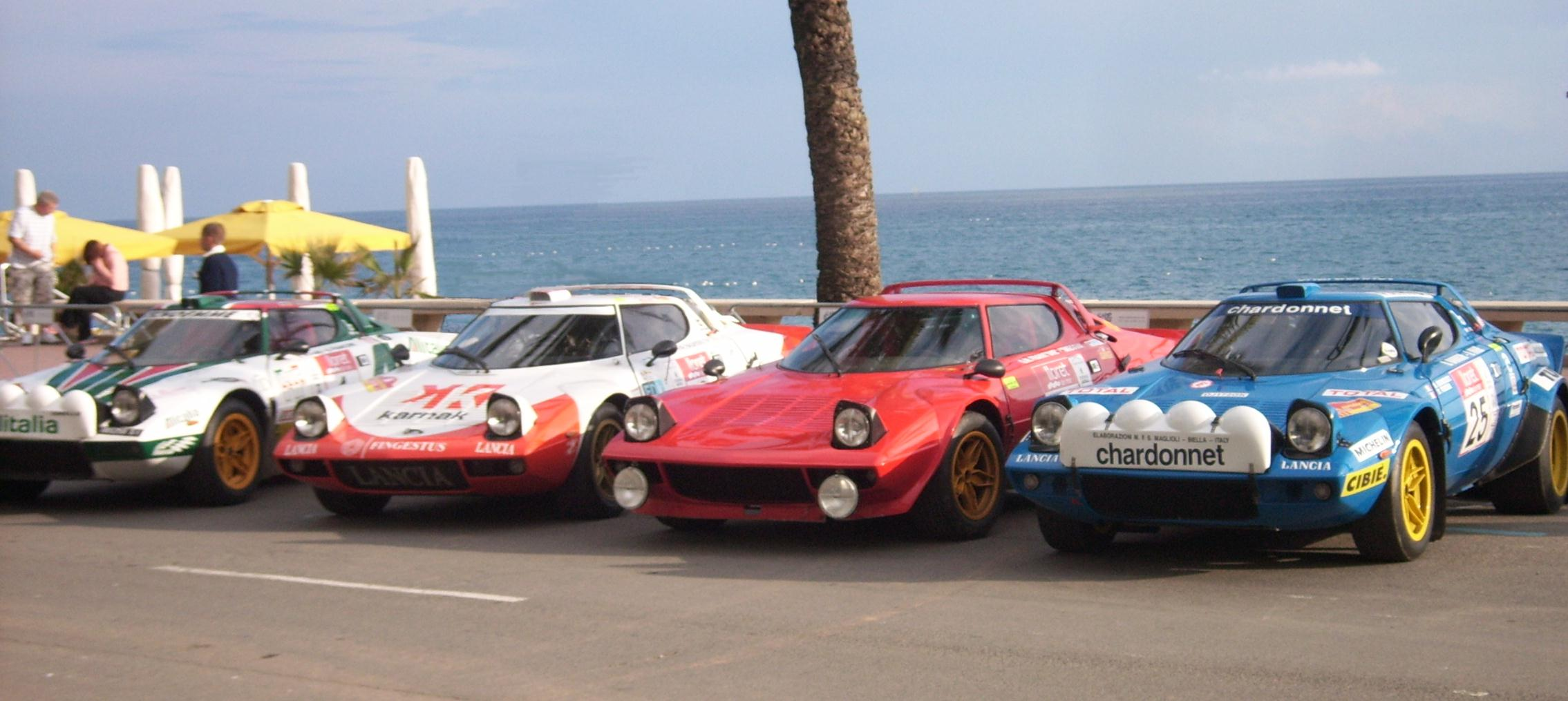
4x Lancia Stratos au Rallye Costa Brava de Lloret de Mar, novembre 2008 (Rallye de Catalogne WRC).

### Carnaval
Depuis 2012, au mois de février, Lloret de Mar organise le Carnaval en association avec les villes de Blanes et de Tossa de Mar sous la marque Carnaval de la Costa Brava Sud ; une initiative qui offre la possibilité d’admirer et de participer aux défilés des différentes municipalités. À Lloret, l’événement principal est le Grand Défilé du Roi Carnaval.

### Rallye Costa Brava
Le Rallye Costa Brava est la plus ancienne épreuve de rallye d’Espagne. Depuis son lancement en 1953, Lloret de Mar en est l’épicentre. En 1988, les deux principaux rallyes de la Principauté, le Rallye Costa Brava et le Rallye Catalunya, fusionnèrent au sein du « Rallye Catalunya – Costa Brava » sur base des XXIV éditions du Rallye Catalunya plutôt que sur les XXXV éditions du Rallye Costa Brava. Par ailleurs, en parallèle, le Moto Club « 10 per hora » continua à organiser le Rallye Costa Brava -  Lloret (1988), dans un premier temps, puis le Rallye Lloret - Costa Brava (1989 – 1994). En 1991, le Rallye Catalunya – Costa Brava devint une épreuve comptant pour le championnat du monde jusqu’en 2004. 
La Mairie de Lloret de Mar mit immédiatement le pied à l’étrier afin de ne pas laisser s’échapper ce lien avec les sports moteur. Depuis lors, la ville héberge chaque année le Rallye Costa Brava et le Rallye Costa Brava Històric qui, synonymes de succès de participation et d’acceptation auprès du public, conservent toute l’essence des rallyes à travers les véhicules, les pilotes et les tronçons des premières éditions du Rallye Costa Brava, offrant la possibilité aux spectateurs d’entrer en contact avec des pilotes et des copilotes qui sont devenus de véritables légendes.

### Mediterranean International Cup
Organisée au mois d’avril, la Mediterranean International Cup est un tournoi de football de prestige international destiné aux jeunes espoirs qui a lieu à différents points de la province de Gérone, mais dont Lloret de Mar est le centre névralgique et le lieu d’hébergement de tous les participants. Cette compétition internationale de grande renommée jouit de la participation d’équipes de premier rang comme celles du FC Barcelone, du Real Madrid et de Valence, entre autres. Leo Messi, Neymar Jr, Jordi Alba et Gerard Piqué (FC Barcelone), Juan Mata (Manchester United), Cesc Fàbregas (Chelsea FC), Lucas Leiva (Liverpool FC) et Marcelo Vieira (Real Madrid CF) sont quelques-uns des joueurs qui ont participé à la MIC et figurent actuellement dans les rangs des plus grands clubs du monde. Un rendez-vous incontournable pour les chasseurs de talents. 

### Lloret Formula Weekend
Lloret de Mar a toujours été un centre de logement important pour les supporters qui se déplacent en Catalogne pour assister au Grand Prix de Formule 1. En 2012, la destination a créé un événement thématique centré sur cette compétition : le Lloret Formula Weekend ; un week-end de mai farci d’activités où les visiteurs peuvent vivre l’expérience de piloter une Ferrari, participer à une compétition de simulateurs de F1, apprécier une exhibition d’authentiques monoplaces circulant dans les rues de Lloret ainsi que toute une série d’autres propositions comme le salon des sports moteur et des produits officiels des grandes marques, des concerts dans les rues et différentes options de loisirs nocturnes spéciales au sein des meilleures discothèques locales et du Gran Casino Costa Brava.

### Lloret Night Shopping
La Lloret Night Shopping est une grande fête du commerce, de la mode et de la restauration organisée aux mois de mai et septembre au cours de laquelle les magasins peuvent rester ouverts jusqu’à l’aube afin de proposer de grandes promotions et réductions à leurs clients. C’est aussi l’occasion pour les visiteurs d’apprécier des concerts en direct, des défilés de mode, des spectacles et différentes propositions gastronomiques. 

### Journées gastronomiques du riz
Organisées au mois de mai, elles sont centrées sur le riz, l’ingrédient principal qui, combiné avec des produits du terroir issus de la mer et de la montagne, est proposé au sein de différents mets qui vont de la cuisine traditionnelle à la cuisine innovante.

### Foire des Americanos
Le passé de Lloret de Mar est étroitement lié aux voyages en Outre-Mer, particulièrement au début du XXe siècle. Les habitants qui mirent le cap sur l’Amérique afin d’aller y faire fortune étaient connus sous le nom d’Americanos à Lloret et d’Indianos dans le reste de la Catalogne. Pendant ce week-end du mois de juin, la ville replonge dans le passé afin de rappeler cette époque des Indianos à travers diverses activités : animations théâtrales, démonstrations de métiers, marchés artisanaux, visites guidées, etc.

### Marche populaire sur les plages
Organisée par l’association culturelle Xino-Xano, la traditionnelle Marche des Plages a lieu le dernier dimanche de septembre. Cette course populaire de 11 kilomètres est l’occasion de profiter de la nature et de découvrir des recoins de la ville généralement méconnus. L’activité commence sur la place de la ville tôt le matin afin de se déplacer en bateau ou en autocar jusqu’à la crique de Canyelles, d’où commence la marche. La majeure partie du circuit longe la mer, suivant le chemin côtier qui permet d’apprécier des vues splendides du haut des falaises, en passant par la crique de Cala Trons, Sa Caleta, la Grande Plage de Lloret, Fenals et Sa Boadella, pour terminer à Santa Cristina.

### Journées gastronomiques du poisson pêché au chalut
Journées gastronomiques centrées sur le poisson et les fruits de mer qui évoquent le passé marin de Lloret de Mar et ses liens étroits avec la mer. Le nom provient d’une ancienne technique de pêche connue sous le nom de « lancé du chalut » pratiquée sur la plage de Cala Canyelles de Lloret. Organisées au mois d’octobre, elles jouissent de la participation de 25 restaurants et hôtels de la ville.

### Rallye Costa Brava Històric
Depuis 2003, en plus du Rallye Costa Brava, le Rallye Costa Brava Històric est devenu l’une des principales références du monde en matière d’épreuves de voitures classiques. Cette compétition conserve toute l’essence des grandes épreuves et offre la possibilité aux spectateurs d’entrer en contact direct avec des pilotes et des copilotes qui sont devenus de véritables légendes. 
Parallèlement à cela, en vue de proposer un rallye de vitesse mais avec des ancêtres, en 2005, le Rallye Costa Brava Històric fut organisé dans le prolongement du Rallye Costa Brava, le plus ancien d’Espagne. Ce rallye compte pour les différentes catégories nationales et internationales et est considéré par la FIA (Fédération internationale d’automobilisme) comme l’une des épreuves les plus prestigieuses du continent.

### Foire Médiévale
Organisée au mois de novembre dans le cadre du programme des Fêtes de Sant Romà, le patron de Lloret de Mar, cette foire replonge la ville à l’époque médiévale à travers des stands thématiques, des représentations théâtrales, des troubadours, des musiciens, des spectacles de magie, une caravane de petits ânes, des cabanes médiévales, des ateliers d’artisans, une exposition d’ustensiles de torture médiévaux, des calligraphes, des démonstrations de métiers artisanaux, des jeux et une ludothèque pour les enfants. 

### Jet du chalut
Le jet du chalut est probablement l’une des traditions les plus ancrées de Lloret de Mar. Organisée sur la Grande Plage aux mois de février et de décembre, cette activité est une manière de rendre hommage et de se souvenir du gagne-pain des habitants de la municipalité de l’époque : la pêche. Il s’agit de jeter le chalut dans l’eau très tôt le matin puis de le retirer jusqu’à ce que le filet arrive jusqu'à la plage afin de recueillir tout le poisson capturé à l’aide du chalut.

## Transports et communications

### Réseau routier
Trois routes permettent d’arriver à Lloret de Mar et relient la ville à la partie nord de la côte, à la partie sud et à l’arrière-pays, via Tossa de Mar, Blanes et Vidreres, respectivement. Toutes ces voies d’accès représentent une densité de trafic assez élevée, surtout en été. La route qui va vers l’arrière-pays est la principale voie de communication vers l’extérieur. Elle permet d’atteindre la N-II (nationale), l’autoroute AP-7 et l’aéroport de Gérone-Costa Brava. Les deux premières sont les axes de liaison avec Barcelone, à 80 km, et avec la frontière française, à environ 100 km. Au sud, l’autoroute de la côte, la C-32, relie Lloret à Barcelone jusque Blanes, les 12 derniers kilomètres devant être réalisés sur les départementales GI-600 vers Blanes et GI-682 vers Lloret de Mar. Au nord, depuis la France, suivre l’autoroute AP-7 jusqu’à la sortie 9 (Lloret de Mar). Les 14 derniers kilomètres doivent être effectués sur la départementale C-63. Au nord-est, 12 km de départementale (GI-682) séparent Lloret de Tossa.

### Réseau d’autocars
Lloret de Mar est reliée à Barcelone, Gérone et aux principales villes européennes à travers un réseau de lignes régulières et de services spéciaux adaptés aux personnes à mobilité réduite. Lloret dispose d'un terminal d'autocars internationaux et de terminaux privés qui proposent leurs services aux autocaristes étrangers.

### Réseau urbain
Le réseau de bus urbains relie les différents quartiers et zones touristiques de la ville.

### Taxis
Lloret dispose de 4 stations de taxis et d’une flotte de plus de 40 véhicules qui proposent leurs services 24h/24 tous les jours de l’année (de 4 à 7 places et pour personnes à mobilité réduite). Blancs et dotés d’un signe distinctif, le public peut les identifier très facilement.

### Train
Lloret de Mar n’a pas de liaison ferroviaire directe. La gare la plus proche est celle de Blanes, reliée depuis 2014 à Barcelone au sud et à Portbou au nord par la ligne de trains de banlieue. Les bus de l’entreprise Pujol partent de Lloret à la gare de Blanes toutes les demi-heures. Les trains vers Barcelone partent à la même fréquence. Durée du trajet : 80 minutes.

### Port de Canyelles
Le port nautique de Canyelles est le seul port de plaisance de Lloret de Mar. Situé sur la plage de Canyelles, il peut accueillir des bateaux de taille moyenne. 

### Croisières
Lloret de Mar dispose d’un service de croisières touristiques qui relient la ville à Blanes, Tossa de Mar et Sant Feliu de Guíxols lors de la saison estivale. 

### Aéroport
Les aéroports les plus proches sont ceux de Barcelone (75 km) et de Gérone (30 km). L’aéroport de Barcelone propose des vols réguliers avec les principales villes du monde. De son côté, grâce à ses vols low cost, l’aéroport de Gérone relie Lloret de Mar à un grand nombre de villes européennes et accueille de nombreux charters. L’aéroport de Perpignan se trouve à 90 minutes en voiture.

## Personnalités
- La célèbre comédienne catalane Itzia Castro (1977-2023) est décédée accidentellement, dans une piscine de Lloret, en décembre 2023[20].
- Marc Muniesa, né en 1992, grand espoir du football catalan qui évolue au poste de défenseur avec le FC Barcelone, est né à Lloret.

## Jumelage
Le Thor (France) depuis 2007

## Sports

### Arrivées duTour d'Espagne
- 2005* :  Alessandro Petacchi
- 2005* :  Denis Menchov (clm)

* 2 étapes dans la même année du Tour d'Espagne

## Galerie

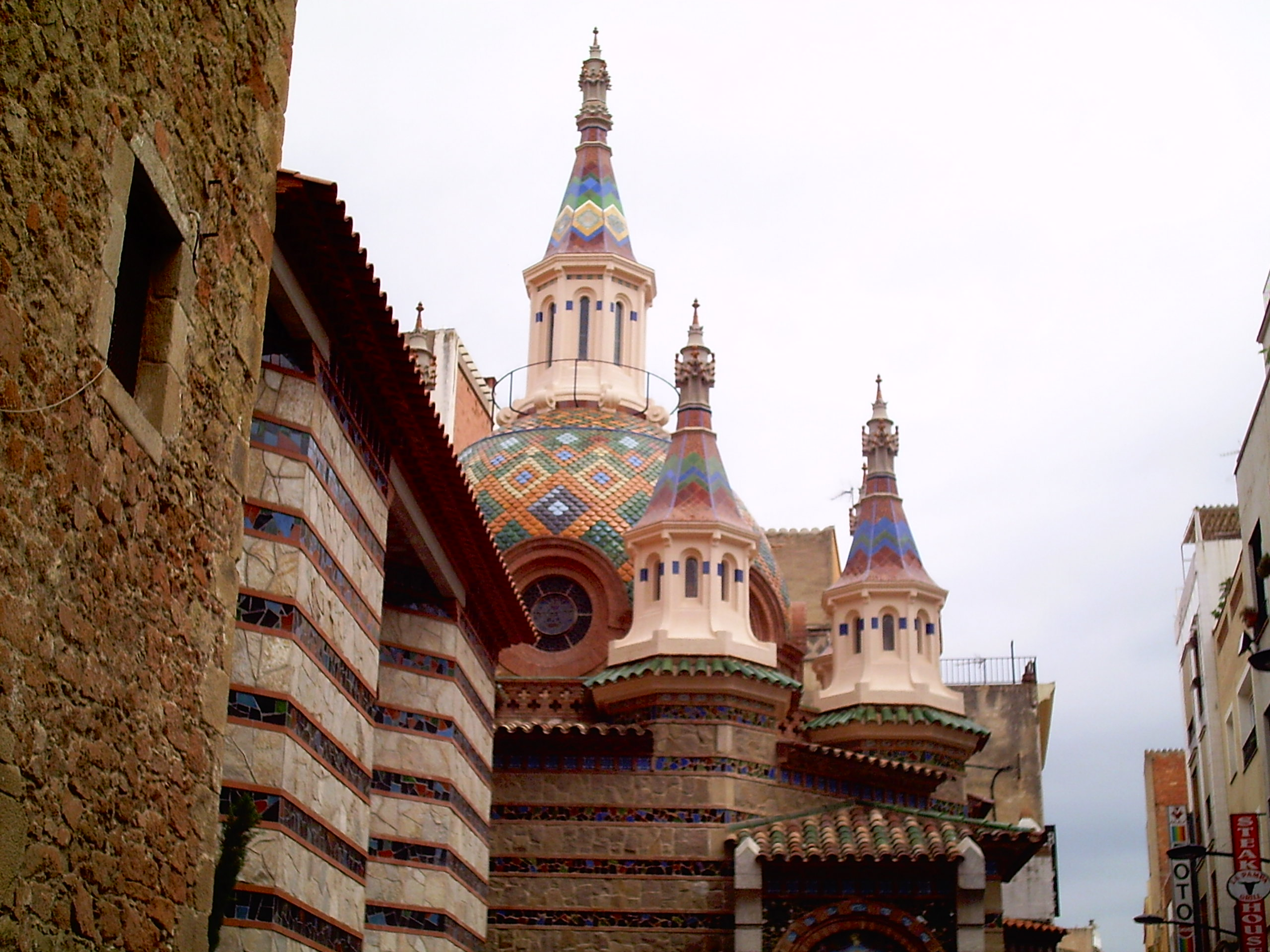
Église de Lloret de Mar
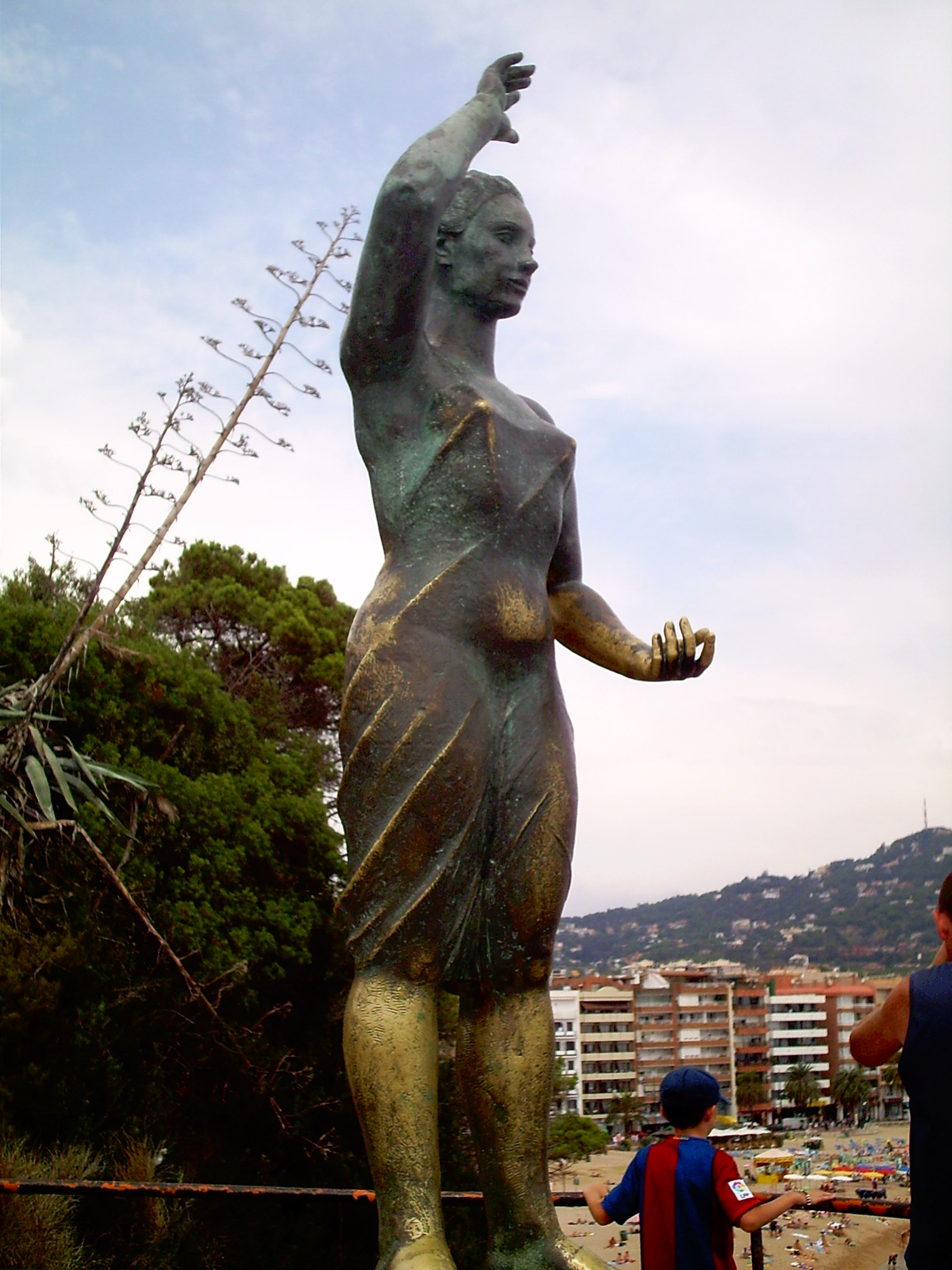
Dona Marina
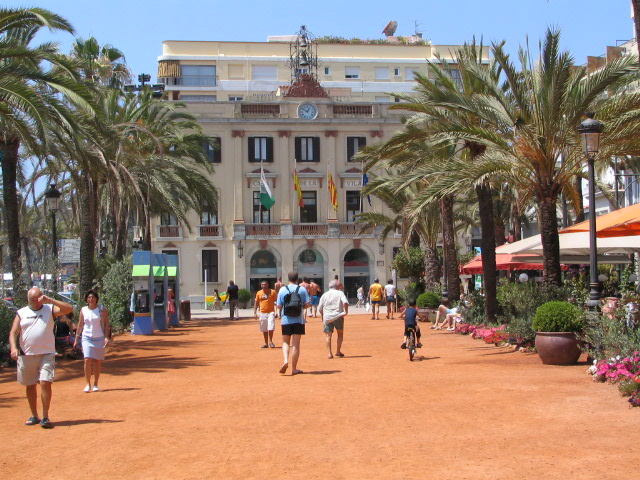
Place de la mairie
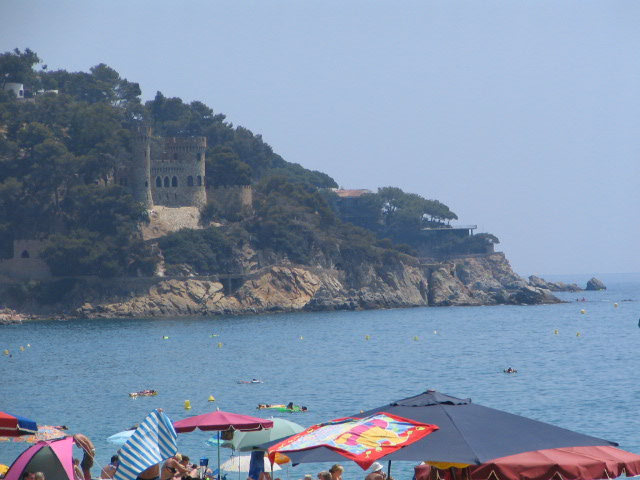
Château de Lloret de Mar